# Химена Перез
Химена Перез Бланко (шп. Jimena Pérez Blanco; Сантандер, 22. август 1997) шпанска је пливачица чија ужа специјалност су трке слободним стилом на дужим дистанцама.  

## Спортска каријера
Перезова је са такмичарским пливањем започела још као јуниорка и у том периоду своје каријере остварила је неколико запаженијих резултата, од којих су највреднији били титула првакиње Европе из 2013. на 1500 слободно и сребрна медаља у трци на 800 слободно освојена на Олимпијским играма младих у Нанкингу 2014. године. 
Прво велико сениорско такмичење на коме је наступила је било Европско првенство у Лондону 2016. где је успела да се пласира у финале трке на 800 метара слободним стилом, које је окончала на шестом месту. Годину дана касније дебитовала је и на светским првенствима пошто је на шампионату у Будимпешти 2017. остварила пласмане на 18. место у трци на 800 слободно и 9. место на 1500 метара слободним стилом.
Током 2018. наступила је на три велика такмичења — Медитеранским играма у Тарагони, Европском првенству у Глазгову и Светском првенству у малим базенима у Хангџоуу. 
На свом другом наступу на светским првенствима у великим базенима, у корејском Квангџуу 2019, пливала је у квалификационим тркама на 400, 800 и 1.500 слободно, а најближа финалу је била у трци на 800 метара коју је окончала на 11. месту. 
Учествовала је и на Европском првенству у Будимпешти 2021. где је заузела два седма места у финалним тркама на 800 и 1500 метара слободним стилом. 